# Eduard Müller (Organist)
Eduard Hermann «Edi» Müller-Koepplin (* 12. Oktober 1912 in Sissach; † 16. Mai 1983 in Bottmingen) war ein Schweizer Organist und Cembalist.

## Leben
Eduard Müller wuchs in Basel als Sohn des aus Les Brenets stammenden Arztes Édouard Müller auf und war seit 1940 mit Charlotte «Lotti» Koepplin verheiratet. Er studierte bei Adolf Hamm in Basel und bei Günther Ramin in Leipzig. Er wurde 1934 Organist und Chorleiter an der Pauluskirche in Basel. Von 1970 bis 1982 wirkte er am Basler Münster. Seit 1939 lehrte er an der Schola Cantorum Basiliensis (Cembalo) und seit 1945 am Basler Konservatorium (Orgel und Generalbass). 1970 erfolgte die Ernennung zum Organisten am Basler Münster. 1978 erhielt er die Ehrendoktorwürde der theologischen Fakultät der Universität Basel. Zu seinen vielen Schülern gehörten Gustav Leonhardt und Erwin Reuben Jacobi. Als Bearbeiter von Continuostimmen wirkte er an der Neuen Bach-Ausgabe mit.
Seine Berufung an die Schola Cantorum machten ihn, neben August Wenzinger zu den Pionieren der historischen Aufführungspraxis. Schwerpunkte seiner Tätigkeit waren genauso die liturgisch-musikalische Gestaltung des Gottesdienstes, vor allem in der Auseinandersetzung mit dem Schaffen Johann Sebastian Bachs und die Erforschung der Orgelliteratur des 19. Jahrhunderts, wie auch der Werke Olivier Messiaens.

## Tondokumente (Auswahl)
- Georg Friedrich Händel: Orgelkonzerte „Kuckuck und Nachtigall“. Deutsche Grammophon. Hamburg 1967/1977.
- Johann Sebastian Bach: Cembalokonzerte BWV 1064, BWV 1065, BWV 1052 (mit Gerhard Aeschbacher, Heinrich Gurtner und Karl Richter). Teldec. Hamburg 1964/1980.
- Georg Friedrich Händel: Vier Orgelkonzerte. Deutsche Grammophon. Hamburg 1967/1979.
- Johann Sebastian Bach: Brandenburgische Konzerte Nr. 2, 3 und 5 (mit der Schola Cantorum Basiliensis). Deutsche Grammophon. Hamburg 1965/1977.
- Girolamo Frescobaldi: Orgelwerke. Eingespielt auf der altitalienischen Orgel in der Silbernen Kapelle in Innsbruck für die Archiv Produktion der Deutschen Grammophon.